# Шарпило Іван
Іва́н Шарпи́ло (*д/н —після 1694) — український політичний та військовий діяч, кошовий отаман Війська Запорізького 1694 року.

## Життєпис
Про місце і дату народження невідомо. Належав до козацької старшини, був прихильником боротьби проти османів й кримських татар. У середині 1694 року на Січі знову збився заколот з приводу нових закликів Петрика до нового походу разом з ордою на Гетьманщину. Прихильники Петрика скинули з уряду Рубана за те, що не хотів приєднатися до татар, але, як і обидва попередні рази, не знайшли поміж себе козака, здатного взяти булаву, і через те на третій день заколоту вороги бусурманів взяли гору, обрали кошовим Івана Шарпила й почали лаштуватися до війни з татарами. Противник татарської орієнтації Петрика.
Після обрання кошовий Шарпило віддав наказ нападати на улуси кримського хана. Сам з 700 козаків рушив під Перекоп, де погромив татар на Чонгарі та річці Молочній, захопивши 7 гармат. Після цього діяв на низу Кальміуської паланки (в районі сучасного Маріуполя).
Слідом за цим Шарпило повів козаків на низ Дніпра, на річку Ольхову та урочище Стрілицю, та тільки у тому поході йому не пощастило: татари зробили на запорожців засідку і несподіваним нападом погромили їх і прогнали на Січ. Незадоволені останнім походом запорожці скинули Шарпила з уряду і обрали кошовим Петра Приму. Перебрався до Полтавського полку. Про подальшу долю немає відомостей.